# Kiss Béla (költő)
Kiss Béla Márton, álneve P. Márton (Esztelnek, 1888. október 3. – Marosvásárhely, 1979. április 15.) székely római katolikus pap, egyházi író, költő, ferences házfőnök.

## Életútja
Iskoláit Kézdivásárhelyen kezdte; Vajdahunyadon a ferences teológiát, Csíksomlyón a tanítóképzőt végezte el. 1903-ban Mikházán lépett a ferences rendbe, 1911. április 24-én szentelték pappá. Ezután Szamosújvárt helyettes házfőnök volt, 1912-től Marosvásárhelyen tanító, 1914-től Vésen hitoktató. 1915-től Székelyudvarhelyen tanított, majd 1919-től Medgyesen volt plébános és tanító. 1923-tól Mikházán működött mint újoncmester. 1927-ben Medgyesen helyettes házfőnök lett, 1930-tól pedig Marosvásárhelyen működött mint házfőnők, iskolaigazgató, a harmadrend igazgatója, majd Marosszentgyörgy plébánosa. Ő építette a helyi plébániát. 1941-től ugyanitt házfőnök volt, plébános és tanító. 1951 és 1972 között egy Marosvásárhelyen egy rokonánál lakott, majd 1972-től itt az új Ady-negyedi zárdában működött gyóntatóként. 1928-ban rendtartományi titkár, 1936 és 1939 között rendtartományi tanácsos volt.
A Vasárnap és Katholikus Világ munkatársa.

## Verskötete
- Lelkem muzsikája (Arad, 1927)